# Ucrânia nos Jogos Olímpicos de Inverno de 2010

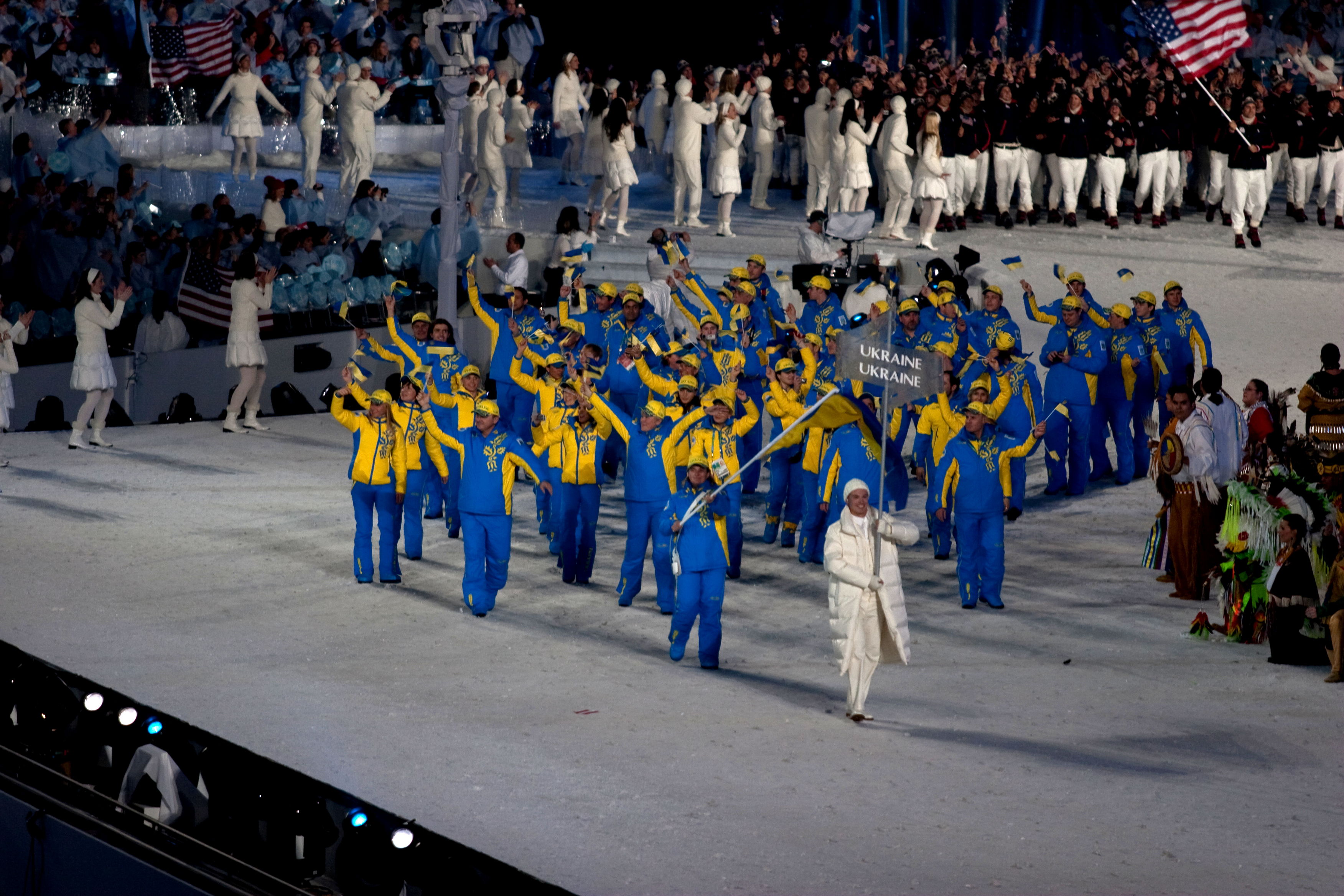
Delegação ucraniana durante a cerimônia de abertura.

A Ucrânia participou dos Jogos Olímpicos de Inverno de 2010, realizados na cidade de Vancouver, no Canadá. Foi a quinta aparição do país em Olimpíadas de Inverno.

## Desempenho

### Biatlo
Feminino
| Atleta                                                           | Evento            | Final     | Final       | Final   |
| Atleta                                                           | Evento            | Tempo     | Penalidades | Posição |
| ---------------------------------------------------------------- | ----------------- | --------- | ----------- | ------- |
| Oksana Khvostenko                                                | Velocidade        | 20:38.9   | 0 (0+0)     | 11º     |
| Oksana Khvostenko                                                | Perseguição       | 32:54.3   | 1 (0+0+1+0) | 22º     |
| Oksana Khvostenko                                                | Individual        | 42:38.6   | 0 (0+0+0+0) | 8º      |
| Oksana Khvostenko                                                | Largada coletiva  | 39:11.0   | 3 (0+2+1+0) | 29º     |
| Olena Pidhrushna                                                 | Velocidade        | 20:47.3   | 1 (0+1)     | 18º     |
| Olena Pidhrushna                                                 | Perseguição       | 32:34.0   | 2 (1+0+0+1) | 21º     |
| Olena Pidhrushna                                                 | Individual        | 44:15.9   | 2 (0+2+0+0) | 32º     |
| Olena Pidhrushna                                                 | Largada coletiva  | 36:22.8   | 2 (1+0+0+1) | 12º     |
| Valj Semerenko                                                   | Velocidade        | 21:08.3   | 0 (0+2)     | 23º     |
| Valj Semerenko                                                   | Perseguição       | 32:57.6   | 3 (0+1+2+0) | 23º     |
| Valj Semerenko                                                   | Individual        | 42:44.5   | 1 (0+0+0+1) | 13º     |
| Valj Semerenko                                                   | Largada coletiva  | 37:12.5   | 3 (0+2+1+0) | 19º     |
| Vita Semerenko                                                   | Velocidade        | 21:42.3   | 3 (0+3)     | 34º     |
| Vita Semerenko                                                   | Perseguição       | 34:26.4   | 5 (2+0+1+2) | 42º     |
| Vita Semerenko                                                   | Individual        | 43:30.8   | 2 (0+2+0+0) | 22º     |
| Olena Pidhrushna Valj Semerenko Oksana Khvostenko Vita Semerenko | Revezamento 4x5km | 1:11:08.2 | 0+2 0+6     | 6º      |

Masculino
| Atleta                                                                  | Evento           | Final     | Final       | Final   |
| Atleta                                                                  | Evento           | Tempo     | Penalidades | Posição |
| ----------------------------------------------------------------------- | ---------------- | --------- | ----------- | ------- |
| Olexander Bilanenko                                                     | Individual       | 52:00.3   | 1 (0+1+0+0) | 22º     |
| Vyacheslav Derkach                                                      | Velocidade       | 28:22.9   | 3 (0+3)     | 77º     |
| Andriy Deryzemlya                                                       | Velocidade       | 24:48.5   | 2 (2+0)     | 5º      |
| Andriy Deryzemlya                                                       | Perseguição      | 35:48.7   | 6 (1+0+3+2) | 26º     |
| Andriy Deryzemlya                                                       | Individual       | 52:19.1   | 3 (0+2+0+1) | 27º     |
| Andriy Deryzemlya                                                       | Largada coletiva | 37:43.9   | 5 (0+2+3+0) | 26º     |
| Serguei Sednev                                                          | Velocidade       | 25:57.2   | 0 (0+0)     | 22º     |
| Serguei Sednev                                                          | Perseguição      | 34:50.0   | 0 (0+0+0+0) | 10º     |
| Serguei Sednev                                                          | Individual       | 55:47.1   | 4 (0+3+0+1) | 68º     |
| Serguei Sednev                                                          | Largada coletiva | 37:02.8   | 2 (0+0+2+0) | 21º     |
| Serhiy Semenov                                                          | Velocidade       | 26:20.5   | 1 (0+1)     | 33º     |
| Serhiy Semenov                                                          | Perseguição      | 36:55.7   | 4 (3+1+0+0) | 39º     |
| Serhiy Semenov                                                          | Individual       | 53:57.5   | 3 (1+0+1+1) | 52º     |
| Olexander Bilanenko Andriy Deryzemlya Vyacheslav Derkach Serguei Sednev | Revezamento      | 1:24:25.1 | 0+1 0+3     | 8º      |

### Combinado nórdico
| Volodymyr Trachuk | Individual pista normal | 89.0 | 45º | +3:06 | 29:14.4 | 41º |
| Volodymyr Trachuk | Individual pista longa  | 68.8 | 43º | +3:53 | 30:18.2 | 42º |

### Esqui alpino
Feminino
| Atleta               | Evento         | Corrida 1 | Corrida 2 | Total   | Pos. |
| -------------------- | -------------- | --------- | --------- | ------- | ---- |
| Bogdana Matsotska    | Slalom         | 56.46     | 56.54     | 1:53.00 | 37º  |
| Bogdana Matsotska    | Slalom gigante | 1:23.04   | 1:18.94   | 2:41.98 | 44º  |
| Anastasiya Skryabina | Slalom         | DNF       | DNF       | DNF     | DNF  |
| Anastasiya Skryabina | Slalom gigante | DSQ       | DSQ       | DSQ     | DSQ  |
| Anastasiya Skryabina | Super-G        |           |           | 1:28.60 | 34º  |

Masculino
| Atleta             | Evento         | Corrida 1 | Corrida 2 | Total   | Pos. |
| ------------------ | -------------- | --------- | --------- | ------- | ---- |
| Rostyslav Feshchuk | Slalom         | 55.35     | 58.44     | 1:53.79 | 39º  |
| Rostyslav Feshchuk | Slalom gigante | 1:29.79   | 1:32.74   | 3:02.53 | 68º  |

### Esqui cross-country
Feminino
| Atleta                                                                   | Evento                 | Semifinal | Semifinal | Final       | Final       |
| Atleta                                                                   | Evento                 | Tempo     | Pos.      | Tempo       | Pos.        |
| ------------------------------------------------------------------------ | ---------------------- | --------- | --------- | ----------- | ----------- |
| Maryna Antsybor                                                          | Perseguição combinada  |           |           | DNF         | DNF         |
| Maryna Antsybor                                                          | 10 km livre            |           |           | 27:07.4     | 37º         |
| Kateryna Grygorenko                                                      | 10 km livre            |           |           | 27:29.7     | 45º         |
| Kateryna Grygorenko                                                      | Largada coletiva       |           |           | 1:35:11.4   | 26º         |
| Vita Jakimchuk                                                           | Perseguição combinada  |           |           | 44:24.8     | 45º         |
| Lada Nesterenko                                                          | 10 km livre            |           |           | 28:06.4     | 56º         |
| Lada Nesterenko                                                          | Largada coletiva       |           |           | 1:41:40.1   | 43º         |
| Valentina Shevchenko                                                     | 10 km livre            |           |           | 25:51.1     | 9º          |
| Valentina Shevchenko                                                     | Perseguição combinada  |           |           | 41:58.7     | 14º         |
| Valentina Shevchenko                                                     | Largada coletiva       |           |           | DNF         | DNF         |
| Tatjana Zavalij                                                          | Perseguição combinada  |           |           | 42:50.7     | 31º         |
| Tatjana Zavalij                                                          | Largada coletiva       |           |           | 1:34:32.3   | 21º         |
| Kateryna Grygorenko Maryna Antsybor                                      | Velocidade por equipes | 19:55.6   | 8º        | Não avançou | Não avançou |
| Tatjana Zavalij Kateryna Grygorenko Maryna Antsybor Valentina Shevchenko | Revezamento 4x5 km     |           |           | 59:25.7     | 13º         |

Masculino
| Atleta          | Evento                | Final     | Final |
| Atleta          | Evento                | Tempo     | Pos.  |
| --------------- | --------------------- | --------- | ----- |
| Roman Leybyuk   | 15 km livre           | 36:49.7   | 61º   |
| Roman Leybyuk   | Perseguição combinada | 1:22:32.0 | 41º   |
| Roman Leybyuk   | Largada coletiva      | 2:15:19.9 | 42º   |
| Olexandr Putsko | 15 km livre           | 37:09.8   | 62º   |
| Olexandr Putsko | Perseguição combinada | 1:24:47.1 | 52º   |

### Esqui estilo livre
Feminino
| Atleta         | Evento  | Preliminar | Preliminar | Final       | Final       |
| Atleta         | Evento  | Pontos     | Pos.       | Pontos      | Pos.        |
| -------------- | ------- | ---------- | ---------- | ----------- | ----------- |
| Nadiya Didenko | Aerials | 161.26     | 13º        | Não avançou | Não avançou |
| Olga Polyuk    | Aerials | 115.73     | 20º        | Não avançou | Não avançou |
| Olga Volkova   | Aerials | 160.78     | 14º        | Não avançou | Não avançou |

Masculino
| Atleta              | Evento  | Preliminar | Preliminar | Final       | Final       |
| Atleta              | Evento  | Pontos     | Pos.       | Pontos      | Pos.        |
| ------------------- | ------- | ---------- | ---------- | ----------- | ----------- |
| Enver Ablaev        | Aerials | 189.41     | 22º        | Não avançou | Não avançou |
| Oleksandr Abramenko | Aerials | 164.56     | 24º        | Não avançou | Não avançou |
| Stanislav Kravchuk  | Aerials | 197.39     | 19º        | Não avançou | Não avançou |

### Luge
Feminino
| Atleta             | Evento     | Final      | Final      | Final      | Final      | Final    | Final |
| Atleta             | Evento     | 1ª corrida | 2ª corrida | 3ª corrida | 4ª corrida | Total    | Pos.  |
| ------------------ | ---------- | ---------- | ---------- | ---------- | ---------- | -------- | ----- |
| Lilia Ludan        | Individual | 42.312     | 42.302     | 42.477     | 42.364     | 2:49.455 | 19º   |
| Natalia Yakushenko | Individual | 42.119     | 41.809     | 42.132     | 42.026     | 2:48.086 | 11º   |

Masculino
| Andriy Kis Yuriy Hayduk      | Duplas | 42.219 | 42.136 | 1:24.355 | 16º |
| Taras Senkiv Roman Zakharkiv | Duplas | 42.767 | 42.595 | 1:25.362 | 19º |

### Patinação artística
| Atleta                               | Evento               | Programa curto | Programa curto | Programa longo | Programa longo | Total  | Total |
| Atleta                               | Evento               | Pontos         | Pos.           | Pontos         | Pos.           | Pontos | Pos.  |
| ------------------------------------ | -------------------- | -------------- | -------------- | -------------- | -------------- | ------ | ----- |
| Anton Kovalevski                     | Individual masculino | 63.81          | 21º            | 102.09         | 24º            | 165.90 | 24º   |
| Ekaterina Kostenko Roman Talan       | Duplas               | 39.54          | 19º            | 81.44          | 20º            | 120.98 | 20º   |
| Tatiana Volosozhar Stanislav Morozov | Duplas               | 62.14          | 9º             | 119.64         | 8º             | 181.78 | 8º    |

| Atletas                           | Evento        | Dança obrigatória | Dança obrigatória | Dança original | Dança original | Dança livre | Dança livre | Total  | Total |
| Atletas                           | Evento        | Pts.              | Pos.              | Pts.           | Pos.           | Pts.        | Pos.        | Pts.   | Pos.  |
| --------------------------------- | ------------- | ----------------- | ----------------- | -------------- | -------------- | ----------- | ----------- | ------ | ----- |
| Anna Zadorozhniuk Sergei Verbillo | Dança no gelo | 33.87             | 11º               | 50.02          | 16º            | 79.26       | 17º         | 163.15 | 16º   |

### Salto de esqui
| Atleta               | Evento                  | Preliminar | Preliminar | 1ª rodada   | 1ª rodada   | Final       | Final       | Final       |
| Atleta               | Evento                  | Pontos     | Pos.       | Pontos      | Pos.        | Pontos      | Total       | Pos.        |
| -------------------- | ----------------------- | ---------- | ---------- | ----------- | ----------- | ----------- | ----------- | ----------- |
| Volodymyr Boshchuk   | Pista normal individual | 120.5      | 23º        | 91.5        | 50º         | Não avançou | Não avançou | Não avançou |
| Volodymyr Boshchuk   | Pista longa individual  | 81.1       | 47º        | Não avançou | Não avançou | Não avançou | Não avançou | Não avançou |
| Oleksandr Lazarovych | Pista normal individual | 100.0      | 48º        | Não avançou | Não avançou | Não avançou | Não avançou | Não avançou |
| Oleksandr Lazarovych | Pista longa individual  | 94.5       | 43º        | Não avançou | Não avançou | Não avançou | Não avançou | Não avançou |
| Vitaliy Shumbarets   | Pista normal individual | 112.0      | 37º        | 104.5       | 45º         | Não avançou | Não avançou | Não avançou |
| Vitaliy Shumbarets   | Pista longa individual  | 65.6       | 50º        | Não avançou | Não avançou | Não avançou | Não avançou | Não avançou |

### Snowboard
Slalom gigante paralelo
| Atleta           | Evento    | Preliminar | Preliminar | Oitavas                | Quartas          | Semifinal        | Final            | Final       |
| Atleta           | Evento    | Pontos     | Pos.       | Adversário Tempo       | Adversário Tempo | Adversário Tempo | Adversário Tempo | Pos.        |
| ---------------- | --------- | ---------- | ---------- | ---------------------- | ---------------- | ---------------- | ---------------- | ----------- |
| Annamari Chundak | Feminino  | 1:25.44    | 16º        | AUT M. Kreiner D +2.29 | Não avançou      | Não avançou      | Não avançou      | Não avançou |
| Yosyf Penyak     | Masculino | 1:21.01    | 17º        | Não avançou            | Não avançou      | Não avançou      | Não avançou      | Não avançou |

Legenda
| Recorde mundial      | Recorde mundial (World record)               |                       | Recorde africano                      | Recorde africano (African) |                                           | Q | Classificado por posição (Qualified) |
| Recorde olímpico     | Recorde olímpico (Olympic record)            | Recorde da América    | Recorde da América (Americas)         | q                          | Classificado por melhor tempo (Qualified) |   |                                      |
| Melhor marca do ano  | Melhor marca do ano (World leading)          | Recorde asiático      | Recorde asiático (Asian)              | DNS                        | Não largou (Did not start)                |   |                                      |
| Recorde nacional     | Recorde nacional (National record)           | Recorde europeu       | Recorde europeu (European)            | DNF                        | Não terminou (Did not finish)             |   |                                      |
| Recorde pessoal      | Recorde pessoal do atleta (Personal best)    | Recorde da Oceania    | Recorde da Oceania (Oceania)          | DSQ / DQ                   | Desclassificado (Disqualified)            |   |                                      |
| Recorde da temporada | Recorde da temporada do atleta (Season best) | Recorde sul-americano | Recorde sul-americano (South America) | NM                         | Sem marca (No mark)                       |   |                                      |